# デザーテック

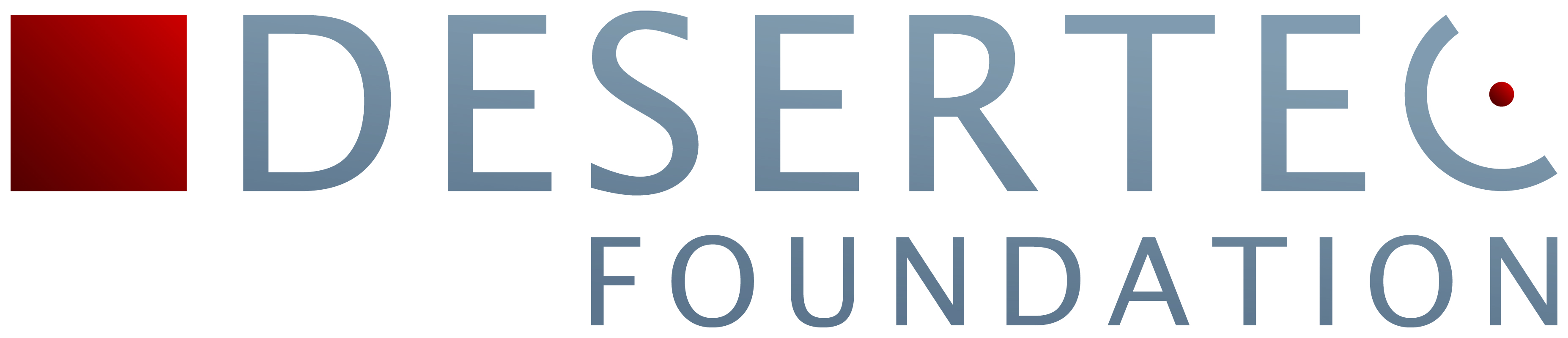
Logo of the DESERTEC Foundation

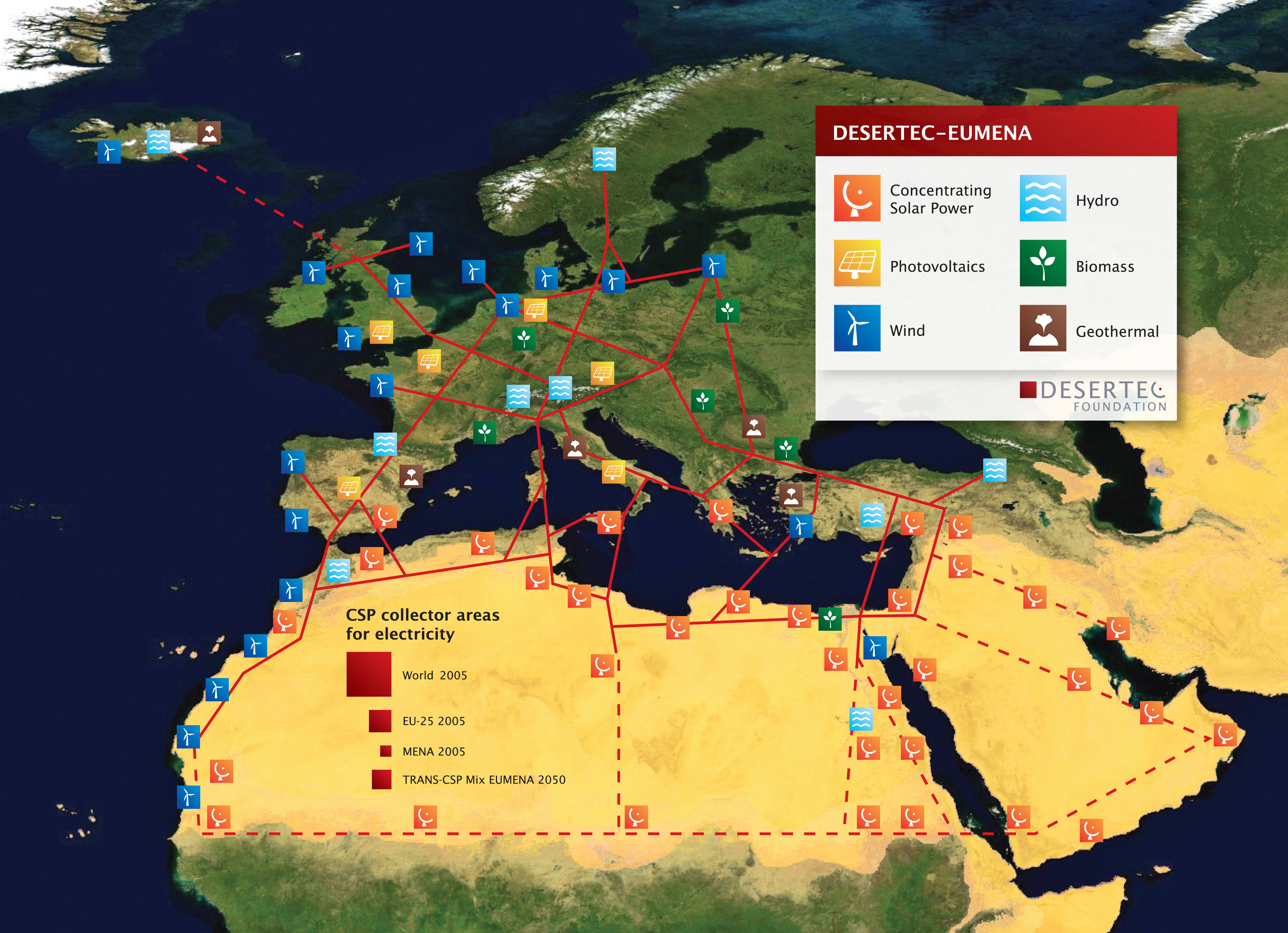
ヨーロッパと中東・北アフリカ（MENA）諸国に持続可能な電力を供給するインフラについての概念図（TRECが提唱する欧州スパーグリッドとEU-MENAの相互接続）(Source: DESERTEC Foundation, www.desertec.org)

デザーテック（DESERTEC）は、DESERTEC Foundation が提唱している地球規模で砂漠の太陽エネルギーや風力エネルギーを利用しようというコンセプトである。デゼルテックとも。そのコンセプトを DESERTEC Foundation とヨーロッパの企業群で結成したコンソーシアム DII GmbH が北アフリカと中東で実現しようとしている。デザーテックは、ローマクラブとドイツのTREC (Trans-Mediterranean Renewable Energy Cooperation) の後援の下で生まれた。

## 概要
デザーテックは、太陽熱発電や風力発電を使って砂漠で電力を生み出し、その電力を消費地に送電することを促進するもので、非営利団体の DESERTEC Foundation が推進している。
もともとはEU-MENA地域（ヨーロッパ、中東、北アフリカ）でこのコンセプトの実現性が評価された。デザーテックのこの地域での実現は業界団体の DII が推進している。
デザーテックの提案によると、サハラ砂漠の 6,500平方マイル (17,000 km2) の領域に集光型太陽熱発電システム、太陽光発電システム、風力発電システムを分散配置するとされている。そうして生み出された電力は、スーパーグリッドの高圧直流ケーブルでヨーロッパおよびアフリカ各国に送電される。これにより、MENA諸国の電力需要の大部分をまかない、中央ヨーロッパの電力需要の15%をまかなうことができる。2050年までに発電施設や送電線への投資は総額で4000億ユーロになると見積もられている。技術面や経済面を含めた精密な計画は2012年までに立案される予定である。
再生可能エネルギーの分野の科学者、専門家、政治家の国際的ネットワークがデザーテックのネットワークの中核を形成し、非営利団体 DESERTEC Foundation がその調整役となっている。最も有名な一員としてヨルダンのハサン王子がいる。

## 歴史
デザーテックのコンセプトは元来、2003年にローマクラブとヨルダン国立エネルギー研究センターが創設した TREC (Trans-Mediterranean Renewable Energy Cooperation) で生み出されたもので、科学的検討は主にドイツ航空宇宙センター (DLR) が行った。
ヨーロッパの12の企業と DESERTEC Foundation は2009年7月13日、ミュンヘンにて DESERTEC Industrial Initiative (DII) GmbH を公式に立ち上げた。そのちょうど1年前、地中海連合のサミットでフランスとエジプトが主導し43人の参加者が Plan Solaire Méditerranéen (PSM)に署名している。2009年10月30日、DII GmbH がミュンヘンにて実際に創設された。
2010年2月、DIIは当面の目標として概念実証のためのデモンストレーションのプロジェクトを推進することと、関係各国で再生可能エネルギーの輸出入に関する法整備を行うことだと発表した。モロッコ政府との話し合いがうまくいき、DIIは最初の実証プロジェクトの場所をモロッコの領土内と定めたと言われた。
2010年4月、DIIは「我々のリファレンス・プロジェクトは西サハラでは行われない。場所の選定に当たって、DIIは政治・環境・文化などを考慮する。このような手続きは、国際的な開発銀行の出資方針とも一致している」という公式声明を発表した。
この計画は2度にわたり中断されていたが、2020年には3度目の試みとして再開されている。

## 研究
デザーテックのコンセプトはドイツ航空宇宙センターで行われた3つの研究を主に基礎としている。それらは、様々な再生可能エネルギーを生み出すのに利用できるリソースを分析し、EU-MENA地域の2050年までのエネルギー需要を予測し、ヨーロッパとMENA地域を結ぶ電力網の構築を検討したものである。これらの研究はドイツ連邦環境・自然保護・原子力安全省の委任によるもので、ドイツ航空宇宙センターが2004年から2007年にかけて行った。それら研究の略称は、地中海周辺地域での集光型太陽光発電のリソースと需要を検討した MED-CSP、ヨーロッパとMENAの間で電力網を相互接続することの実現可能性の検討と再生可能エネルギーの輸出入の検討を行った TRANS-CSP、水の需要予測と集光型太陽熱発電の電力で水を作ることの実現可能性を検討した AQUA-CSP の3つである。

## 開発
EU-MENA地域でデザーテックを実現させるプロジェクトは、ミュンヘン再保険を中心とするヨーロッパとアルジェリアの企業がミュンヘンで結成したコンソーシアム DII GmbH が発展させている。プロジェクト会社はドイツの法に従って結成された。コンソーシアムのメンバーは DESERTEC Foundation、ミュンヘン再保険、ドイツ銀行、シーメンス、ABB、E.ON、RWE、Abengoa Solar、Cevital、HSHノルトバンク、M & W Zander Holding、MAN Solar Millennium、Schott Solar である。報道ではメンバー以外の関係企業も洗い出しており、エネル、フランス電力、レッド・エレクトリカ・デ・エスパーニャ、モロッコやチュニジアやエジプトの企業を挙げている。DII GmbH のCEOはエネルギー業界で国際的に活躍してきた Paul van Son である。
同社はデザーテックを実現する計画の技術的詳細を策定中であり、デザーテックのスーパーグリッド開発についての契約は2012年中に結ばれる予定である。

## 利点
世界中の砂漠に降り注ぐ太陽エネルギー6時間分が、全世界の1年間のエネルギー需要に相当する。そしてサハラ砂漠はほぼ無人であり、ヨーロッパに近い。デザーテック支持者は、このプロジェクトによってヨーロッパは気候変動との戦いの最前線に立つことになり、北アフリカとヨーロッパの経済が温室効果ガスの排出規制範囲内で成長することを可能にすると主張している。DIIは、最終的にこのプロジェクトによってヨーロッパの電力需要の15%とMENA諸国の電力需要の大部分をまかなえるようになるとしている。ヴッパータール気候・環境・エネルギー研究所 (en) とローマクラブの報告によれば、このプロジェクトは2050年までにドイツ国内で24万人ぶんの雇用を生み、2兆ユーロぶんの電力を生み出すという。

## 障害
発電施設と送電線はテロリストの攻撃対象となる虞がある。ロンドン・サウスバンク大学の再生可能エネルギーセンター長トニー・デイや Janusian Security Risk Management のヘンリー・ウィルキンソン、Control Risks のコンサルタント Wolfram Lacher といった専門家は、プロジェクトが政治的障害によって滞ることを心配している。ヨーロッパやアフリカの電力需要をそれだけまかなえるほどの発電を行うことで、北アフリカの不安定な政治状況への依存が発生する。さらに言えば、デザーテックではアルジェリアとモロッコの経済と政治両面での協力が必要だが、両国は西サハラの領有権や国境について合意していない。ヨーロッパ各国と中東と北アフリカ各国が協力するというのも、非常にハードルが高い。EUと北アフリカ諸国の大規模な協力が必須だが、官僚主義的形式主義や土地買収などの問題でプロジェクトが遅延する可能性もある。
また、パネルに積もる埃を洗い流したり、タービンの冷却用に水が必要であり、現地で水を調達すると地元民の生活がおびやかされる可能性があると懸念されている。その対策として発電した電力で水を作る可能性も研究されている。さらに水を使わない洗浄技術や冷却技術が開発されつつあり、それほど水を必要としない可能性もある。
長距離送電についても、ケーブル敷設コストが発電量と送電による電力ロスに見合うのかという批判もある。これについては、研究と実用化が進んでいる高圧直流送電では1000kmあたりのロスが3%だけだ（1万kmで25%）という指摘もなされている。
ヨーロッパでは「スーパーグリッド」への投資が必要となる可能性がある。その点については、遠い砂漠から送電線をひくのではなく、隣国と電力網をカスケード接続するだけでよいという提案がなされている。その場合でも全体の電力需要は変わらないし、送電時のロスを小さくすることは重要である。
重要な文化面の問題として、このプロジェクトがヨーロッパから中東や北アフリカ諸国に押し付けられるのではなく、それらの国々がプロジェクトを所有するのだという保証が必要とされる可能性がある。